# トム・オブ・フィンランド
トム・オブ・フィンランド（英語：Tom of Finland、1920年5月8日 - 1991年11月7日）は、フィンランドの画家。本名はトウコ・ラークソネン（フィンランド語：Touko Valio Laaksonen）。

## 来歴

### 生い立ち
1920年5月、フィンランドのトゥルク・ポリ州南西スオミ県トゥルク郡のカーリナ町にて生まれた。5月生まれだったことから、フィンランド語で5月を表す単語「Toukokuu」に因んで、トウコ（Touko）と名付けられた。幼いころからピアノを演奏したり漫画を描いたりと、芸術、文学、音楽に興味を持っていた。
1939年、ウーシマー州ウーシマー県ヘルシンキ郡のヘルシンキ市にある美術学校に進学した。美術学校では、主として広告について学んだ。第二次世界大戦後は、シベリウス音楽院でピアノを学んだ。

### 芸術家として

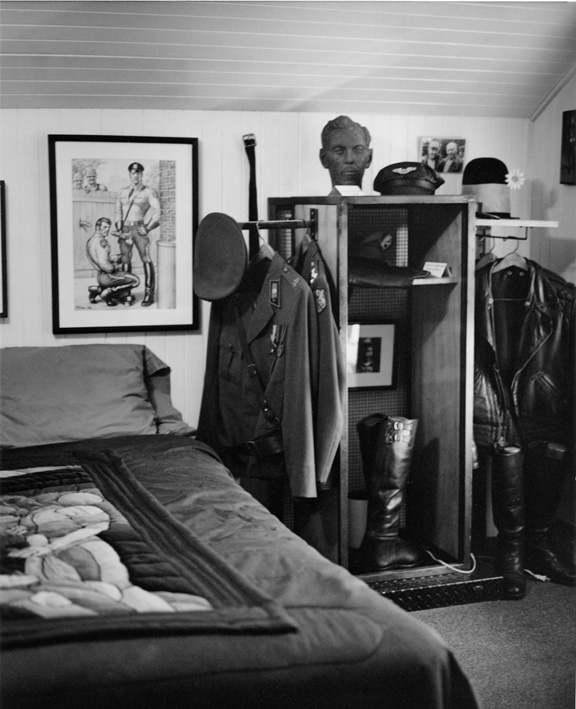
トム・オブ・フィンランドの部屋

当初はフリーランスの芸術家として、ディスプレイ広告やファッションデザインを手掛けていた。1956年末、自身の作品をアメリカ合衆国の雑誌に送ることにした。その際、英語圏であるアメリカ合衆国の読者には「Touko Laaksonen」という名前は発音しづらいだろうと考え、わかりやすいように「Tom」というペンネームで投稿した。この作品は、翌年に『Physique Pictorial』の誌面を飾ることになったが、その際のクレジット表記は「Tom of Finland」として掲載されていた。これがきっかけとなり、その後は「トム・オブ・フィンランド」を名乗って作品を発表するようになった。
やがてゲイを描いた作品は人気を博すようになり、世界的な著名人となった。1973年に西ドイツのハンブルク市で展覧会を開催したところ、ほとんどの展示作品が盗まれる事態となった。1991年11月に亡くなった。

## 作風・特徴
作品においては、レザーなどの衣装を身に纏い、筋骨隆々とした逞しいゲイの姿を描いた。従前のゲイはひ弱で軟弱に描かれることが多かったが、トム・オブ・フィンランドの作品はこれまでのゲイに対するステロタイプ的なイメージを覆すものであった。
また、作品においては、自身の友人をモデルにすることが多かった。

## 影響
同性愛者の性的なイラストにおいて、新しいジャンルを切り拓いた先駆者であり、世界各国の芸術に影響を与えた。作品はニューヨーク近代美術館にも収蔵されている。
..
日本においても、多くの芸術家に影響を与えた。たとえば、漫画家の田亀源五郎は、いち早くトム・オブ・フィンランドの作品を日本に紹介した。なお、田亀は「日本で初めてオフィシャルに紹介 したのは、おそらく私が最初」 だと述べている。
母国であるフィンランドでは、トム・オブ・フィンランドの作品をあしらった記念切手も発行されることになった。ただ、きわどい図案であることから、フィンランドの郵便を所管するイテラにおいても、当初は内部で議論になった。しかし、「同性愛を力強く表現した彼の作品はそのジャンルで象徴的な地位を確立し、ポップカルチャーやファッションなどに影響を与えた」 との理由から、その功績を讃えるために、切手の発行が決定した。また、切手の発行に際しては、フィンランドの郵便博物館において、「トム・オブ・フィンランド展」が開催された。
ゲイ・ポルノ会社のMen.comは2019年から2020年にかけてトム・オブ・フィンランドをモチーフにしたポルノ・シリーズを制作、マシュー・キャンプ、タイ・ミッチェル、ジョーイ・ミルズらが出演した。第二作品目『サービス・ステーション Service Station』はブルース・ラ・ブルースが監督した。

## 人物
ゲイを描いた作品を多く残しているが、自身も同性愛者であった。

## トム・オブ・フィンランドを扱った作品
- 『トム・オブ・フィンランド』[9]